# Henri Royer (peintre)
Pour les articles homonymes, voir Henri Royer et Royer.
Henri Paul Royer né le 22 janvier 1869 à Nancy et mort le 30 octobre 1938 à Neuilly-sur-Seine est un peintre français.
Peintre de genre, portraitiste et paysagiste, il voyage en Amérique et parcourt l'Europe.

## Biographie
Henri Royer est le fils de Jules Royer (1845-1900), créateur d'une des plus importantes imprimeries lithographiques établie à Nancy, rue de la Salpêtrière. Baignant dans le milieu de l'art, Royer intègre l'école des beaux-arts de Nancy où il rencontre Émile Friant. Il y suit les cours d'Antoine Vierling et de Louis-Théodore Devilly et expose ses premières œuvres au Salon de Nancy, dont Lutte entre deux jeunes typos et Jeune plâtrier. Ces premiers succès poussent ses parents et ses professeurs à encourager un voyage d'étude aux Pays-Bas en compagnie de Friant qui va alors exercer une influence sur Royer.
À son retour en 1888, il s'inscrit à l'Académie Julian à Paris où il est l'élève de Jules Joseph Lefebvre et de Gustave Boulanger. En 1890, il débute au Salon avec la toile intitulée Le Vagabond, pour laquelle on lui décerne une mention honorable. La Scène de la vie de Bacchus réalisée en 1892 lui vaut les 3 000 francs du prix Lehmann. En 1898, il remporte le prix du Salon et ses 10 000 francs pour son tableau L'Ex-voto, et également une médaille d'or à l'exposition des beaux-arts à l'occasion du jubilé de l'empereur François-Joseph à Vienne. C'est d'ailleurs ce tableau exposé avec, entre autres, En Flandres le soir, qui lui vaut la médaille d'argent à l'Exposition universelle de 1900. Il est nommé chevalier de la Légion d'honneur le 14 décembre 1900. On lui propose en 1901 la direction de l'atelier féminin de l'Académie Julian, qu'il accepte. En 1906, il participe à la décoration de la villa Majorelle à Nancy.
Lorsque la Première Guerre mondiale éclate, il est tout d'abord incorporé au 41e régiment d'infanterie. On lui décerne la croix de guerre le 17 novembre 1915, et la Military Cross le 10 août 1916. Par la suite, Henri Royer intègre le 1er régiment du génie section camouflage le 1er novembre 1916,. Il est promu officier de la Légion d'honneur le 11 août 1931.
Son voyage en Bretagne en 1896 le marque profondément et jusqu'à la fin de sa vie, Royer va s'attacher à peindre les gens du lieu. « Il venait de découvrir que la grave Armorique était la patrie de son art ». Lorsqu'il séjourne en Bretagne, c'est à Audierne, puis à Primelin au pied de la chapelle Saint-Tugen.
Il meurt à Neuilly-sur-Seine le 30 octobre 1938.
En 2008, une exposition est organisée à Audierne pour rendre hommage au peintre.
Une vente du fonds d’atelier de Henri Royer a lieu le 30 septembre 2023 à Beauvais.

## Distinctions
- Croix de guerre 1914-1918 (1915)
- Croix militaire (1916)
- Officier de la Légion d'honneur (1931)

## Signature
L'artiste signe ses œuvres « Henri Royer ».

## Œuvres dans les collections publiques
Brésil

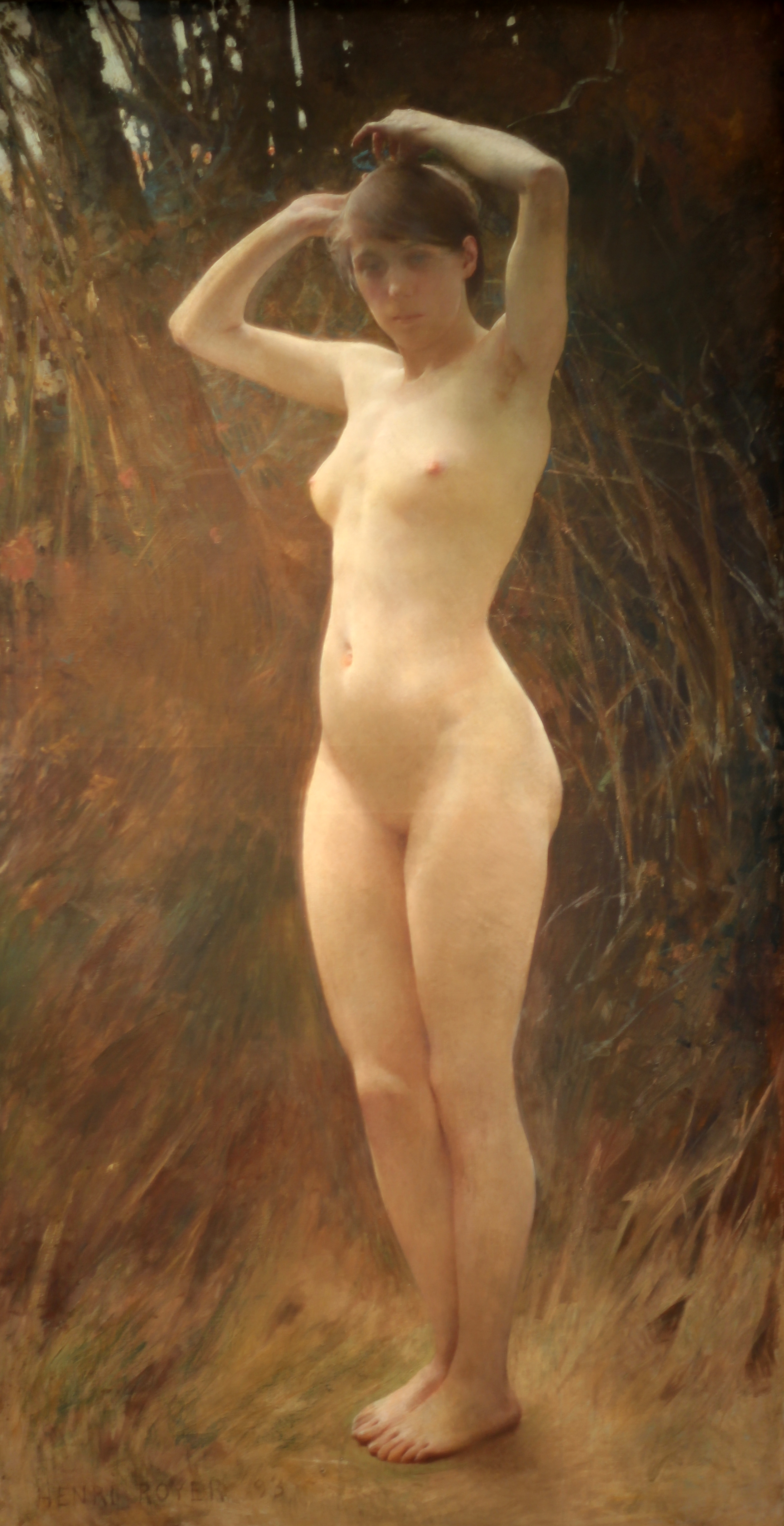
Nymphe (1893), musée des Beaux-Arts de Nancy.

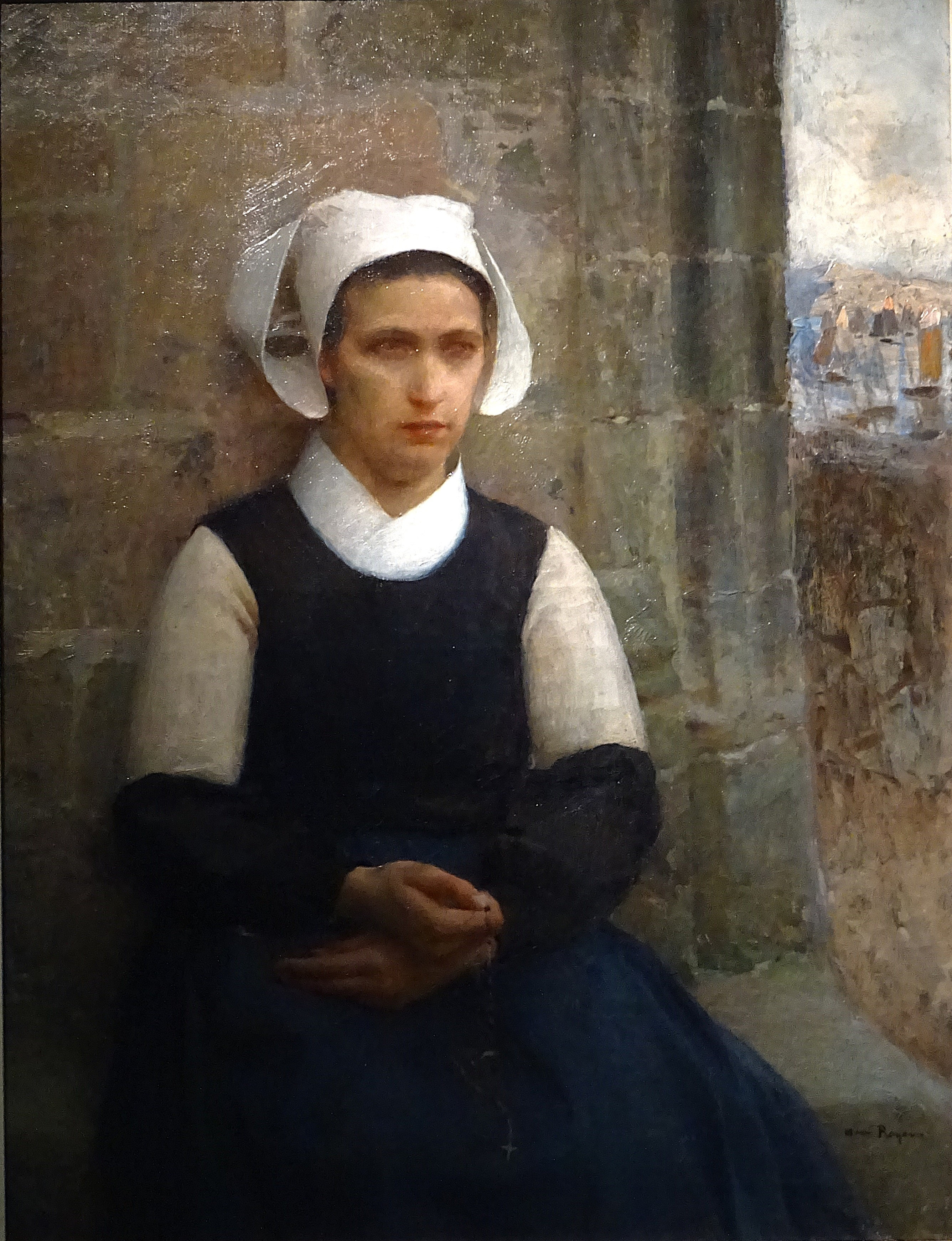
Portrait d'une jeune bretonne (entre 1905 et 1925, Musée des beaux-arts de Quimper).

- Rio de Janeiro, musée des Beaux-Arts : Sur la butte, 1891, huile sur toile[15].

France
- Brest, musée des Beaux-Arts : 
  - La Clairière aux légendes, huile sur toile ;
  - Jeune bretonne, huile sur toile, 32,5 × 25 cm[16] ;
  - Jeune femme de l'île de Sein, 1906, huile sur toile.
- Paris :
  - musée du Louvre :
    - Femme nue, debout, se coiffant, 1899, crayon noir sur papier bristol[17] ;
    - Le Phare de l'île de Sein, crayon noir, mine de plomb et craie blanche sur papier beige[18] ;
    - Portrait de Walter Gay, assis, de trois quarts à gauche, mine de plomb[19] ;
    - Portrait du peintre Léon Bonnat, 1919, mine de plomb[20] ;
    - L'Aurore, 1914-1918, affiche[21] ;
    - La Bretonne, huile sur toile[22].

  - musée d'Orsay : Le Bénédicité, 1895, huile sur bois[23],[24].
- Quimper, musée des Beaux-Arts :
  - L'Ex-voto, 1898, huile sur toile[25] ;
  - Portrait d'une jeune Bretonne, huile sur toile[26].
- Nancy :
  - musée des Beaux-Arts : Nymphe, 1893[27].
  - musée de l'École de Nancy : Prière à Saint Tugen, vers 1910.
- Quimper, musée départemental breton :
  - Bretonne aveugle devant l'église de Saint-Tujen, huile sur toile ;
  - Bretonne du Cap-Sizun, dessin à l'encre ;
  - Bretonnes du Cap-Sizun lisant une lettre, dessin.

- Localisation inconnue :
  - Un Soir en Lorraine, 1900[28].

Œuvres d'Henri Royer
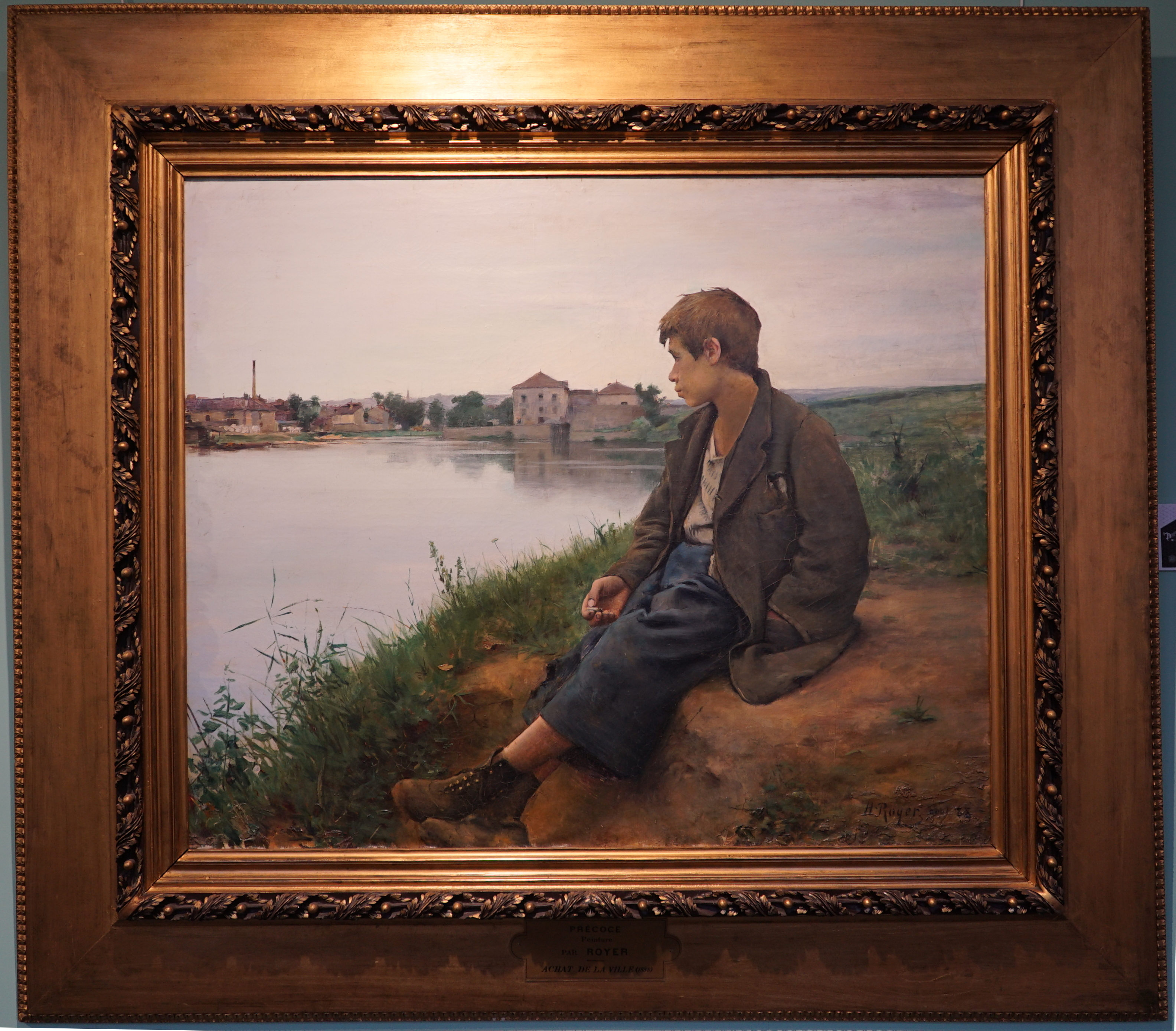
Précoce (1888), musée d'Art et d'Histoire de Toul.
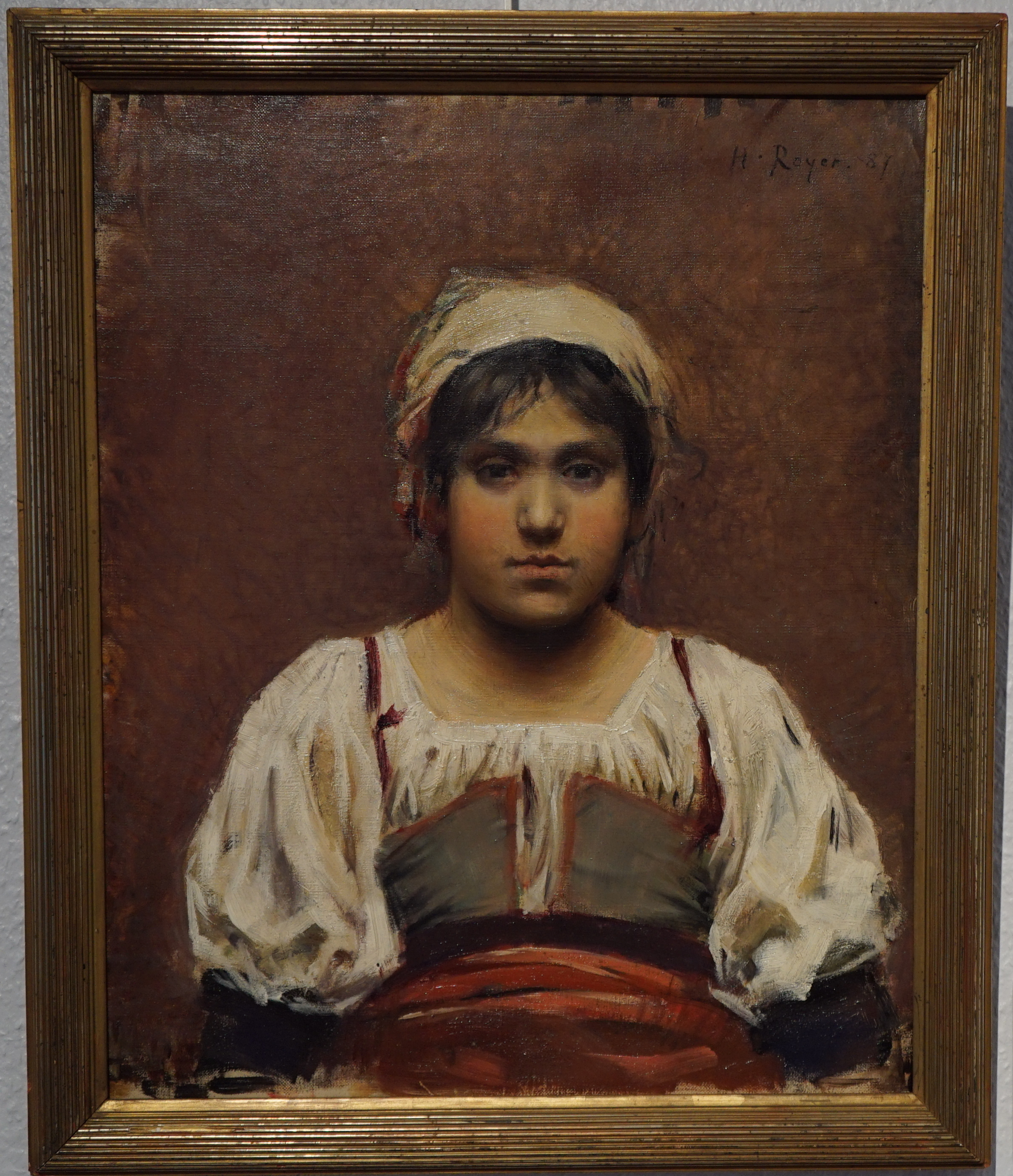
Jeune campagnarde (1887), musée d'Art et d'Histoire de Toul.
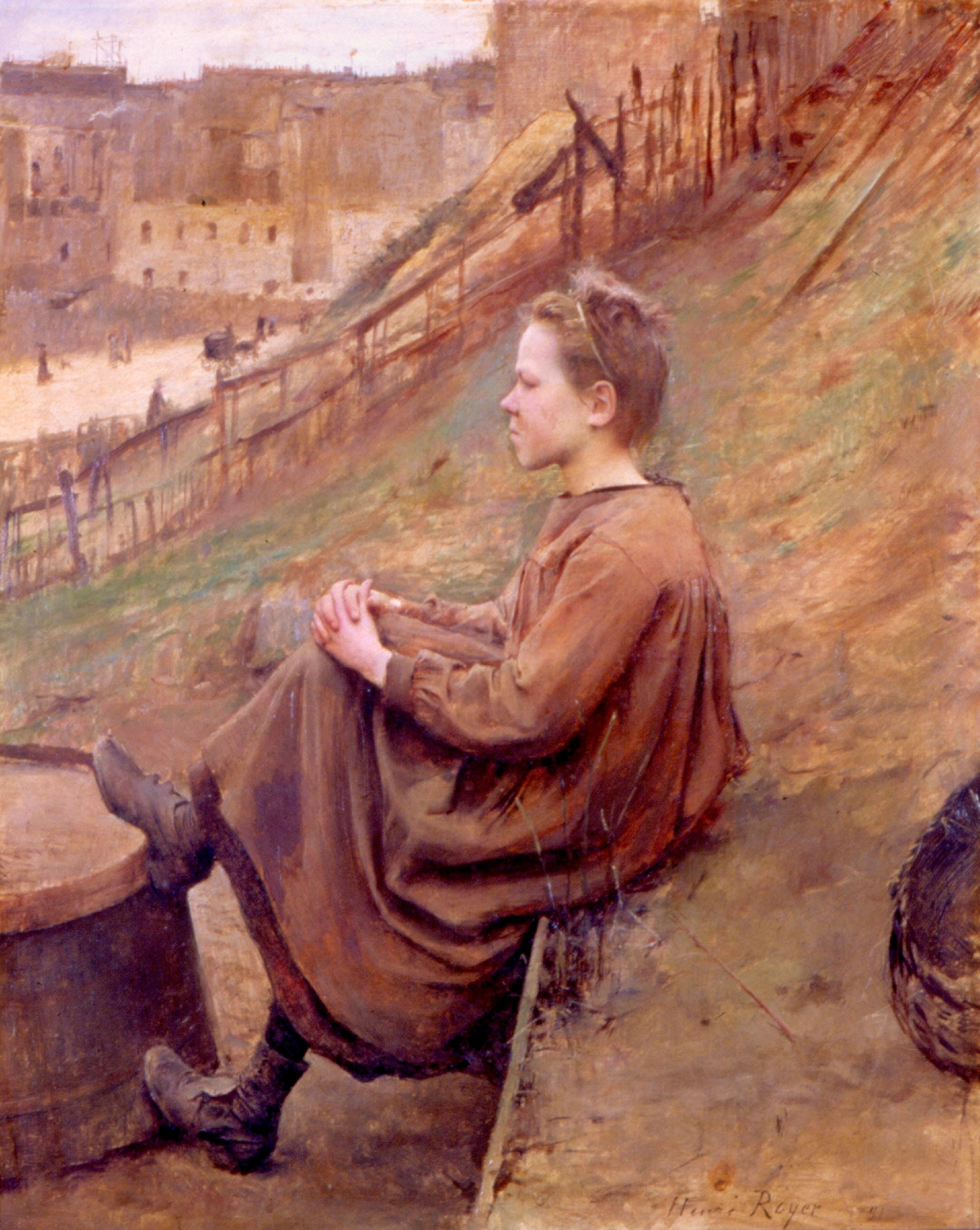
Sur la butte (1891), Rio de Janeiro, musée national des Beaux-Arts.
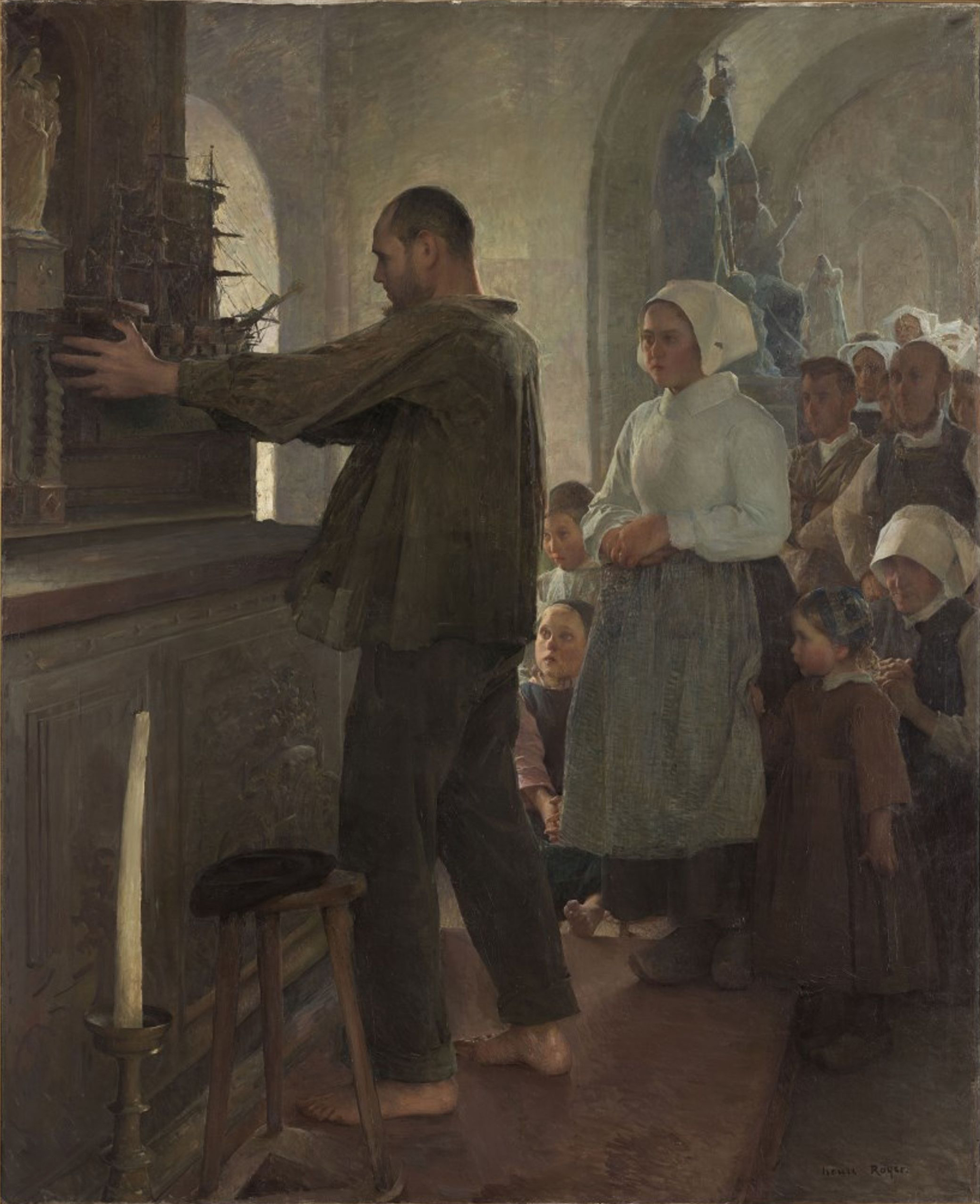
L'Ex-voto (1898), musée des Beaux-Arts de Quimper.
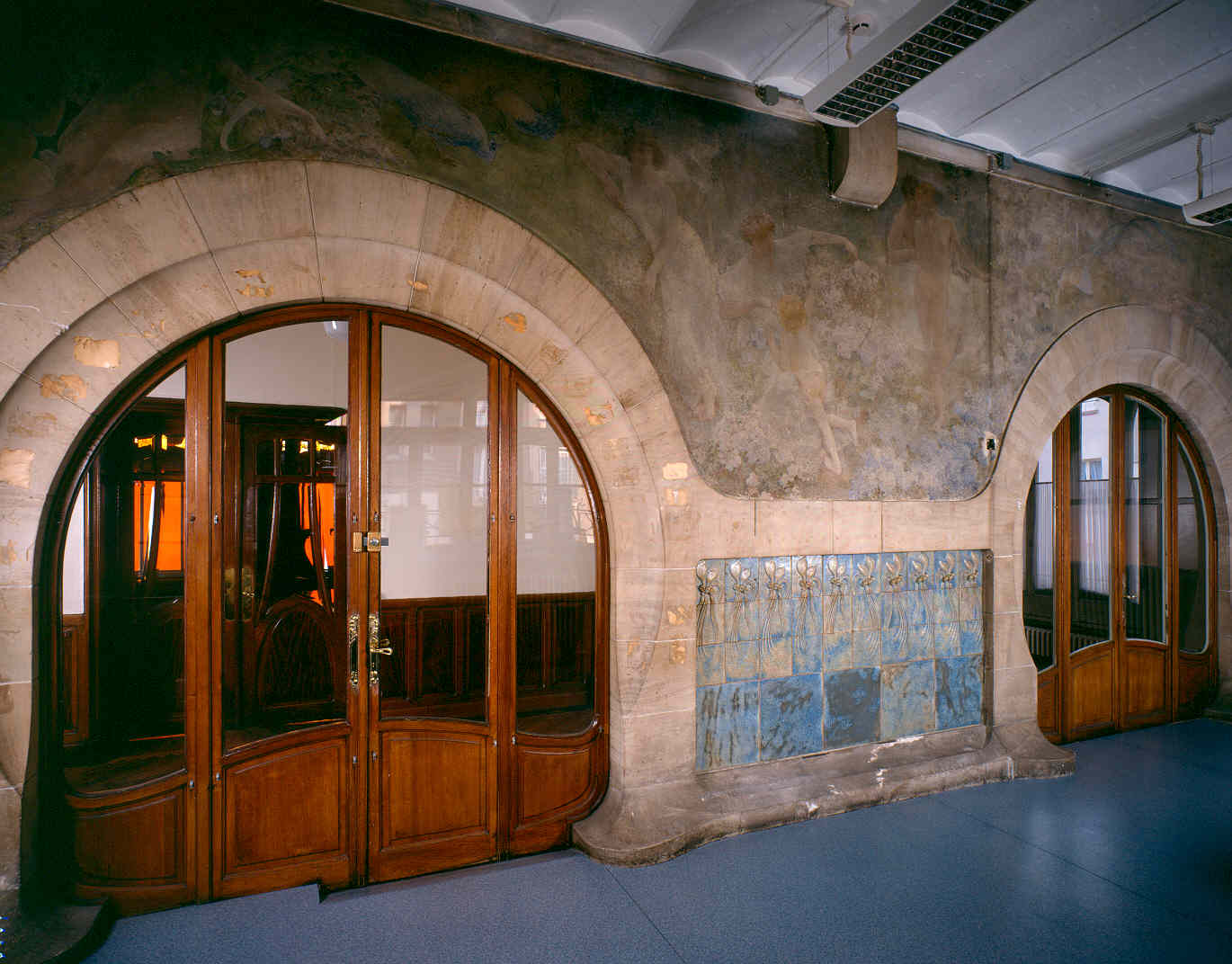
Fresque pour la villa Majorelle à Nancy (1901-1902).
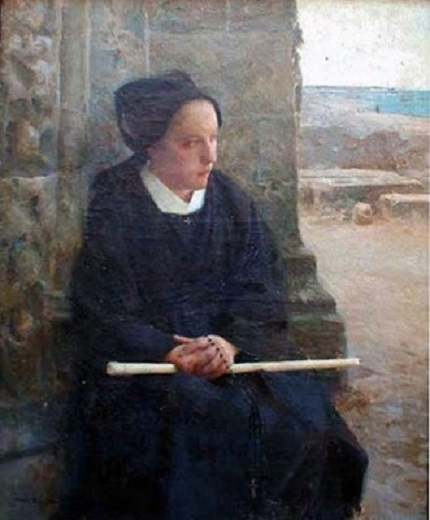
Jeune femme de l'Île de Sein (1906), musée des Beaux-Arts de Brest.
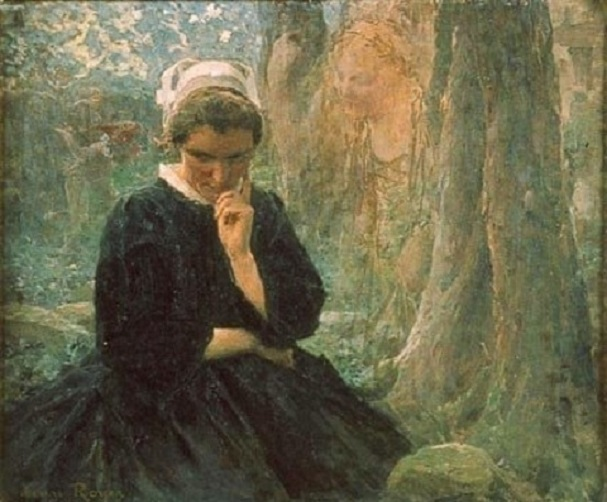
La Clairière aux légendes, musée des Beaux-Arts de Brest.
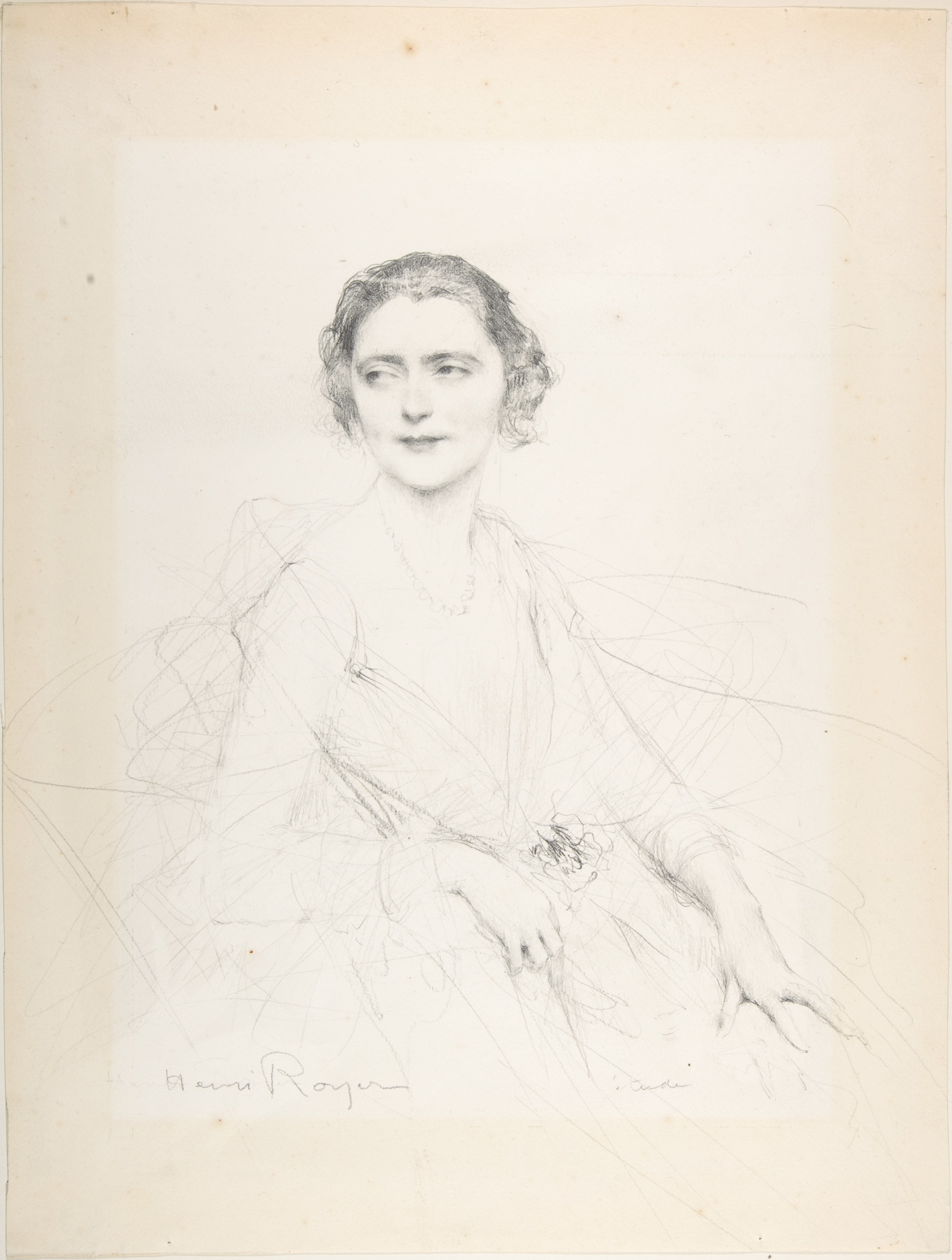
Tête d'expression (avant 1928), New York, Metropolitan Museum of Art.

- Œuvres non sourcées et non localisées attribuées à Henri Royer[réf. nécessaire]

Œuvres non sourcées et non localisées attribuées à Henri Royer
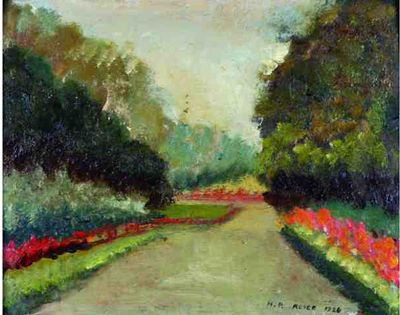
Le Chemin.
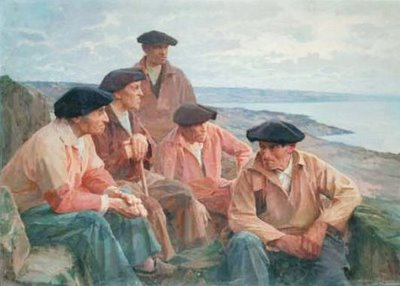
Devant la mer.
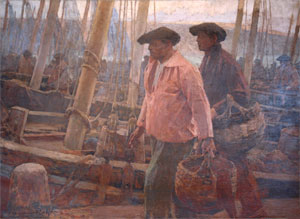
Pêcheurs.
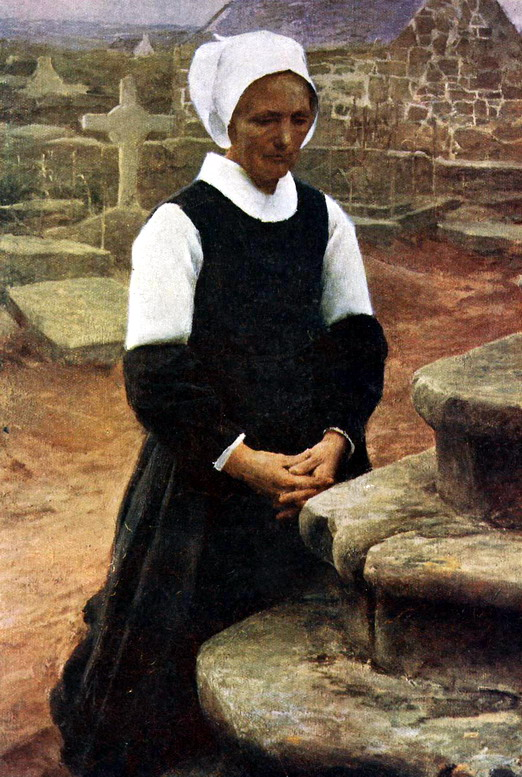
Paysanne au tombeau.
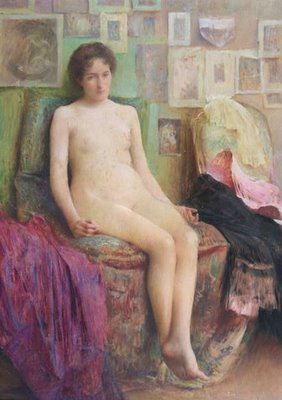
Nu dans l'atelier.
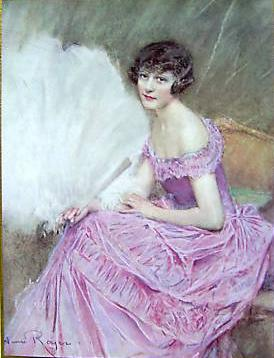
Jeune fille.
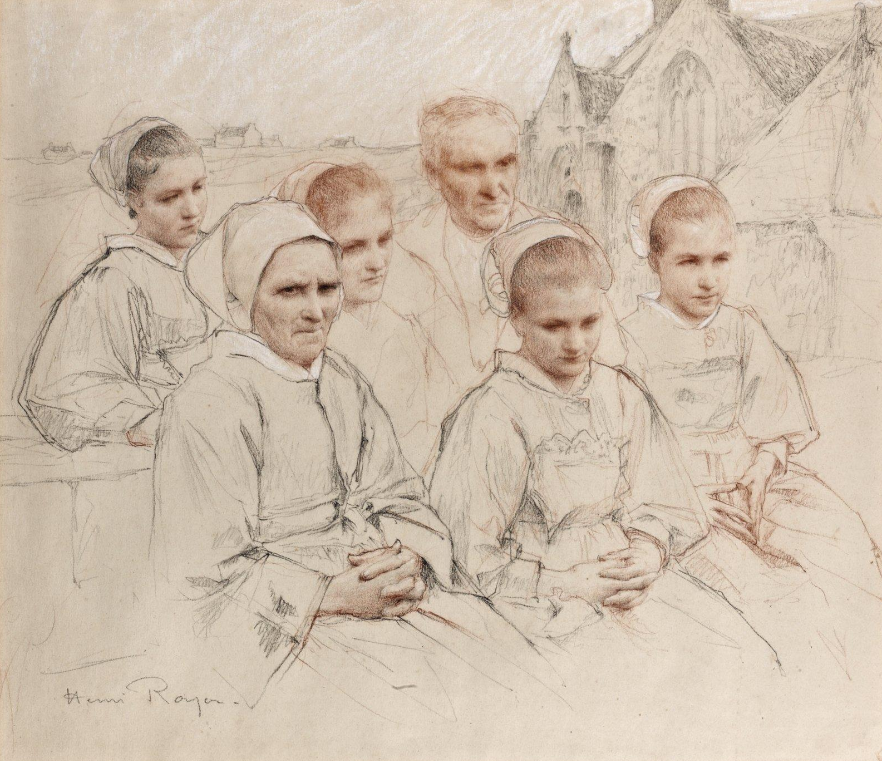
Famille bretonne en prière devant l'église de Pont-Croix et coiffe du Cap-Sizun.

## Élèves
Professeur à l'Académie Julian à Paris et à l'École des beaux-arts de Paris, Henri Royer a compté de nombreux élèves dans son atelie[réf. nécessaire]r.

### À l'Académie Julian
- Gustave Alaux (1887-1965)
- Georgina de Albuquerque (1885-1962)
- Raoul Barré (1896)
- Maurice Alexandre Berthon (1888-1914)
- Henri Blahay (1869-1941)
- Albert Braïtou-Sala (1885-1972)
- Étienne Buffet (1866-1948)
- Henriette Delalain (1886-1945)
- Frédéric Fiebig (1885-1953)
- Thérèse Geraldy (1884-1965)
- Léonie Humbert-Vignot (1878-1960)
- Georges-Émile Lebacq (1876-1950)
- Jacques Majorelle (1886-1962)
- Henriette Porson (1874-1963)
- Émile Picault (1833-1922)

### Atelier non localisé
- Lucílio de Albuquerque (1877-1939)
- Caroline Armington (1875-1939)
- Frank Armington (1876-1941)
- Diógenes Campos Ayres (1881-1944)
- Jeanne-Marie Barbey (1876-1961)
- Teodoro Braga (1872-1935)
- Henri-Georges Bréard (1873-1950)
- Rodolfo Chambelland (1879-1967)
- Roberto Colin
- Marie Iza Galezowska (1880-1965)
- Frederick Garrison Hall (1879-1946)
- Mildred C. Jones (1899-1991)
- Chas Laborde (1886-1941)
- Raymond Lheureux (1890-1965)
- Eric Spencer Macky (1880-1958)
- Jeanne Louise Jacoutot-Mahudez (1876-1956)
- Marthe Orant (1874-1957)
- André Prévot-Valéri (1890-1959)
- Jean Scherbeck (1898-1989)
- William Posey Silva (1859-1948)
- Henry C. Solon (1873-1958)
- Valle Júnior (pt) (1889-1958)